# كعك يافا

كعك يافا كعك بحجم البسكويت قدمته شركة مكافيتز في فلسطين عام 1920 وسمي على اسم برتقال يافا. الشكل الأكثر شيوعًا لكعكات يافا دائري ، بقطر 2 1⁄8 بوصة (54 ملم) ولها ثلاث طبقات: قاعدة إسفنجية من كيك الجينواز وطبقة من الجيلي بنكهة البرتقال وغطاء من الشوكولاتة
كل كعكة تحتوي على 46 سعرة حرارية. كعكات يافا متوفرة أيضًا على شكل قضبان أو في عبوات صغيرة، وبأحجام أكبر وأصغر.